# 安格聯
安格聯爵士，GCMG，KBE（Sir Francis Arthur Aglen，1869年10月17日—1932年5月26日），原名法蘭西斯·亞瑟·安格聯，英國人，第3任中國海關總稅務司，被稱為「太上財政總長」。
生於英國斯卡布羅（Scarborough）。1888年，加入海關，先後在北京、廈門、廣州、天津等關任職；1897年任稅務司。1910年3月22日，接替裴式楷，任副總稅務司，署理總稅務司。1911年6月17日，任代理總稅務司。1911年10月25日，因赫德病逝，正式接任總稅務司。安格聯在任17年，直至1927年1月31日因抗命被免職。1932年5月26日，在蘇格蘭珀斯郡（Perthshire）逝世。

## 榮譽
- KBE（1918年）
- GCMG（1927年）